# Railway Exchange Building (Chicago)
El  Railway Exchange Building, también conocido como Santa Fe Building, es un edificio de oficinas de 17 pisos en el distrito histórico de Michigan Boulevard del área comunitaria de Chicago Loop en el condado de Cook, Illinois (Estados Unidos). Fue diseñado por Frederick P. Dinkelberg de D. H. Burnham & Company en el estilo Escuela de Chicago. Dinkelberg también fue el diseñador asociado de Daniel Burnham para el Flatiron Building en la ciudad de Nueva York.
El edificio es reconocible por el gran logotipo de "Motorola" en el techo, que es visible desde Grant Park a través de la Avenida Míchigan y desde el lago Míchigan. También destaca por las ventanas redondas en forma de ojo de buey a lo largo de la cornisa. El centro del edificio cuenta con un patio de luces, que se cubrió con un tragaluz en la década de 1980.

## Arquitectura
La entrada formal al edificio se encuentra en Jackson Boulevard, que en 1904 era una calle más importante que la Avenida Míchigan. Se cree que la impresionante entrada fue requerida por Daniel Burnham, director de la firma de arquitectura y principal accionista del edificio. La empresa trasladó sus oficinas al decimocuarto piso, y los descendientes de Burnham continuaron siendo propietarios del edificio hasta 1952. El edificio está organizado como una clasicización del Rookery Building de John Wellborn Root. Un patio cerrado de dos pisos a nivel de la calle diseñado en un estilo simétrico de Beaux-Arts estaba coronado por un pozo de luz abierto que estaba rodeado por un anillo de oficinas. Junto a la entrada en forma de arco en Jackson Boulevard, una gran escalera conducía a las tiendas y al balcón del segundo piso. 
La terracota vidriada en blanco reviste la fachada exterior y el patio interior y la luz está revestida con ladrillos vidriados blancos. Se utilizaron diseños clásicos para los dentellones ornamentales, balaustres y capiteles de columna. Todo el edificio tiene estructura de acero. En julio de 2012, el letrero de Santa Fe fue reemplazado por un letrero iluminado de Motorola cuando Motorola Solutions inició un contrato de arrendamiento en un piso del edificio. Las letras de Santa Fe fueron entregadas al Museo del Ferrocarril de Illinois. Después de una restauración de cuatro años, el letrero se exhibió en el museo en 2016.
El edificio es significativo como un sitio histórico porque Daniel Burnham y su personal hicieron el Plan de Chicago de 1909 en un ático en la esquina noreste del techo.